# Conus malacanus
Espèce
Statut de conservation UICN

 LC  : Préoccupation mineure
Conus malacanus est une espèce de mollusques gastéropodes marins de la famille des Conidae.
Comme toutes les espèces du genre Conus, ces escargots sont prédateurs et venimeux. Ils sont capables de « piquer » les humains et doivent donc être manipulés avec précaution, voire pas du tout.

## Description
La taille de la coquille varie entre 40 mm et 83 mm. La coquille est cannelée, concavement élevée mais non réticulée. Elle est blanc rosé, avec deux bandes jaune pâle et quelques très rares taches marron sur le verticille et la spire. L'ouverture est généralement teintée de rose. .

## Distribution
Cette espèce marine est présente en Asie du Sud-Est et dans le Golfe du Bengale.

### Niveau de risque d’extinction de l’espèce
Selon l'analyse de l'UICN réalisée en 2011 pour la définition du niveau de risque d'extinction, cette espèce est présente au large du sud de l'Inde, du Sri Lanka, et on pense qu'elle est également présente en Papouasie-Nouvelle-Guinée bien que ces enregistrements doivent être vérifiés. Bien que cette espèce n'ait pas une grande portée, elle est commune sur le marché et est probablement abondante à l'heure actuelle. Bien qu'elle puisse être impactée par le développement côtier et la pollution dans certaines parties de son aire de répartition, on ne pense pas que cela entraîne des déclins significatifs de la population. Elle est donc répertoriée comme étant de préoccupation mineure.

## Taxonomie

### Publication originale
L'espèce Conus malacanus a été décrite pour la première fois en 1792 par le conchyliologiste danois Christian Hee Hwass dans « Encyclopédie méthodique ou par ordre de matières Histoire naturelle des vers - volume 1 » écrite par le naturaliste français Jean-Guillaume Bruguière (1750-1798),.

### Synonymes
- Conus (Splinoconus) malacanus Hwass, 1792 · appellation alternative
- Conus canaliculatus Dillwyn, 1817 · non accepté
- Conus cuneatus G. B. Sowerby II, 1873 · non accepté
- Conus subcarinatus G. B. Sowerby II, 1865 · non accepté
- Stellaconus malacanus (Hwass, 1792) · non accepté